# Beauclair
Beauclair település Franciaországban, Meuse megyében. Lakosainak száma 90 fő (2022. január 1.). Beauclair Nouart, Tailly, Wiseppe, Beaufort-en-Argonne, Halles-sous-les-Côtes, Laneuville-sur-Meuse és Montigny-devant-Sassey községekkel határos.

## Népesség
A település népességének változása:
| Lakosok száma | 94   | 72   | 84   | 85   | 91   | 92   | 90   | 92   | 93   | 90   |
|               | 1968 | 1982 | 1990 | 2006 | 2013 | 2015 | 2017 | 2019 | 2020 | 2022 |